# 対応原理
物理学における対応原理（たいおうげんり、 英: correspondence principle）は、量子数が極端に増加したときに、量子力学によって記述される系（system）の性質は、古典力学での結果に対応するという原理である。
つまり、電子軌道（orbital）とエネルギーが大きい場合に量子力学による計算結果は、古典力学での計算結果と一致しなければならないというものである。